# Marc-Anthony Honoré
Marc-Anthony Honoré (ur. 12 czerwca 1984 w Pointe-à-Pierre) – trynidadzko-tobagijski siatkarz, grający na pozycji środkowego, reprezentant Trynidadu i Tobago.

## Sukcesy klubowe
Puchar Niemiec:
- 2008

Mistrzostwo Niemiec:
- 2008, 2009, 2010
- 2016, 2024[4]

Superpuchar Portugalii:
- 2011, 2012, 2013, 2014, 2016, 2018, 2019[5], 2020[6], 2021

Mistrzostwo Portugalii:
- 2013, 2014, 2015, 2017, 2019, 2021, 2022[7]
- 2012, 2018

Puchar Portugalii:
- 2012, 2015, 2018, 2019, 2022[8]

Puchar Challenge:
- 2015

## Nagrody indywidualne
- 2012: Najlepszy blokujący Pucharu Panamerykańskiego